# Ward (valgkreds)
En ward er i en del lande en mindre administrativ enhed, hvormed normalt sigtes til et mindre valgdistrikt inden for eksempelvis en by, en kommune eller et andet større distrikt. Man finder denne type af administrative enheder især i en del engelsk sprogede lande som Australien, Canada, New Zealand, Storbritannien, Sydafrika, Tanzania (hvor tillige bruges betegnelsen shehia) og USA.